# СНВ-II

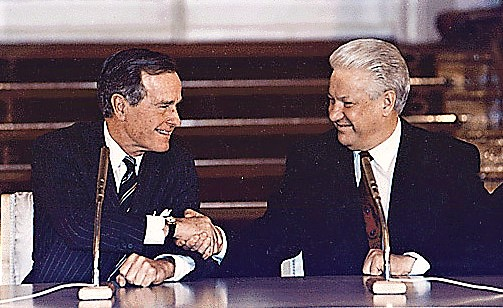
Президенты Джордж Буш и Борис Ельцин на подписании договора об «СНВ-II» в Кремле

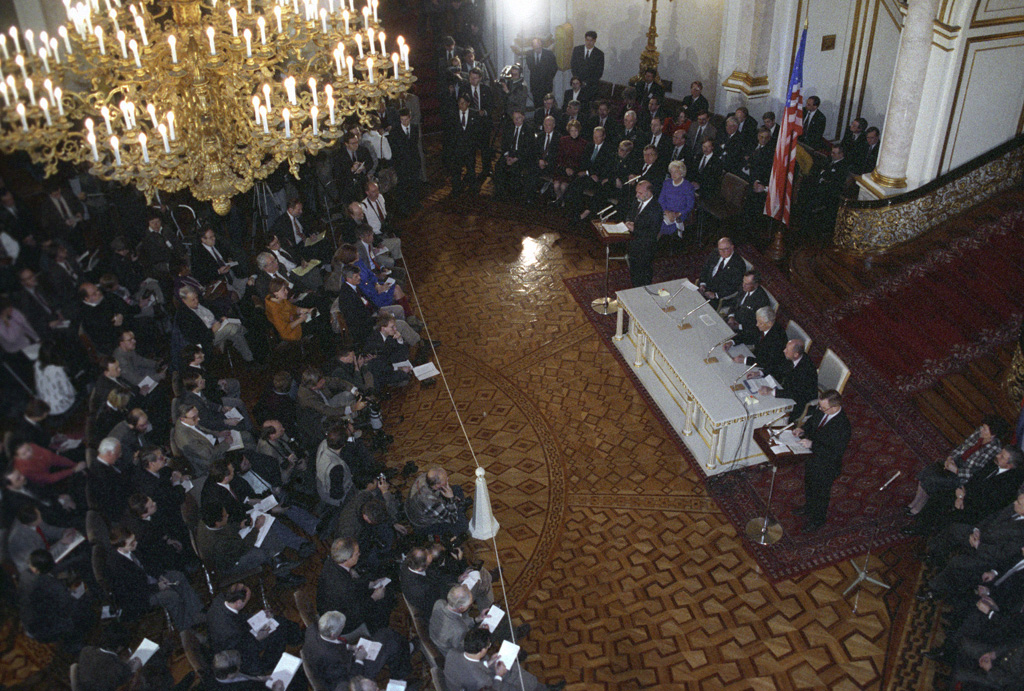
Кремль, 3 января 1993

Договор о сокращении стратегических наступательных вооружений (СНВ-II) между США и Российской Федерацией был подписан Джорджем Бушем и Борисом Ельциным 3 января 1993 года. Договор запрещал использование баллистических ракет с разделяющимися головными частями. Хотя договор был ратифицирован США, Государственная Дума сочла его невыгодным, и он так и не вступил в силу.
В ответ на выход 14 июня 2002 года США из договора по ПРО от 1972 года Россия вышла из СНВ II, который был заменён более «мягким» договором СНП, подписанным в мае 2002 года.

## Причины запрета РГЧ ИН
Баллистические ракеты с разделяющимися головными частями (далее — РГЧ ИН) воспринимались многими экспертами как потенциальная угроза для мировой стабильности и фактор, увеличивающий риск эскалации международных конфликтов. Проблема заключалась в том, что МБР, оснащённые РГЧ ИН, значительно усиливали возможный удар без увеличения числа ракет как таковых; ввиду этого, ядерный арсенал становился значительно более концентрированным (вместо ввода в строй большого числа моноблочных ракет появилась более дешёвая возможность ввода в строй небольшого числа ракет с РГЧ ИН) и более чувствительным к превентивному удару противника.
Эта ситуация описывалась двумя моделями:
- Если обе стороны имеют по 100 моноблочных ракет, то агрессор, чтобы поразить ядерный арсенал оппонента (и нейтрализовать его ответный удар) должен нацелить каждую свою МБР на каждую ракету оппонента. При этом, по каждой МБР оппонента может быть нанесён всего один ядерный удар, что не гарантирует уничтожения всех атакованных МБР. Ракетный же арсенал агрессора будет полностью истощён этой единственной атакой.
- Если обе стороны имеют по 100 ракет с разделяющимися головными частями индивидуального наведения (по 10 на каждой), то агрессор, чтобы поразить ядерный арсенал оппонента (и нейтрализовать его ответный удар) может направить всего половину своих ракет — 50 единиц, с 10 боеголовками каждая — против ядерного арсенала оппонента. За счёт применения РГЧ ИН, агрессор может всего 50 ракетами атаковать 100 ракет оппонента, причём по каждой ракете оппонента будет нанесено по 5 ядерных ударов — что существенно повышает шансы на полное уничтожение ядерного арсенала оппонента. При этом агрессор сохраняет половину своего ракетного арсенала в резерве.

Таким образом, массовое развертывание ракет с РГЧ ИН подталкивает конфликтующие стороны к агрессивным действиям, делая выгодным для каждой из сторон ударить первой, и создавая возможность для частичной либо полной нейтрализации ядерного арсенала другой стороны превентивным ударом. Ввиду этого, РГЧ ИН являются дестабилизирующим фактором.

## Подписание договора
3 января 1993 года за несколько недель до истечения срока своих президентских полномочий Джордж Буш посетил Москву. В ходе его визита был подписан российско-американский Договор о дальнейшем сокращении и ограничении стратегических наступательных вооружений (СНВ-2, Start II). При подписании стороны исходили из того, что договор вступит в силу после того, как Украина, Белоруссия и Казахстан ратифицируют договор СНВ-1 от 1991 года и присоединятся к Договору о нераспространении ядерного оружия в качестве неядерных государств. Договор предусматривал сокращение к январю 2003 года числа ядерных боеголовок у России и США до 3500 единиц.
Договор был ратифицирован Конгрессом США в январе 1996 года. В России ситуация была сложнее. 12—13 января 1993 года Верховный Совет Российской Федерации провёл слушания по СНВ-2. 12 февраля 1993 года Комитет по безопасности ВС России издал постановление, в котором проблема ратификации СНВ-2 была увязана с рядом дополнительных условий. 21 июня 1995 года он был внесён на ратификацию в Федеральное Собрание России. 18 июля 1995 года прошли слушания комитета по обороне Государственной Думы. С докладом выступил первый заместитель начальника Генштаба генерал-полковник В. М. Журбенко, отметивший, что на развитие стратегических ядерных сил России в рамках Договора СНВ-2 ежегодно требуется 5—6 трлн руб в ценах 1995 года, не считая средств на утилизацию устаревшего вооружения и строительства ядерных систем нового поколения. Это стало ключевым аргументом против ратификации СНВ-2. В августе 1995 года в Государственной Думе прошли слушания по вопросу о ратификации СНВ-2. В ходе слушаний был выявлен ряд невыгодных для России условий договора. В марте 1996 года Государственная Дума второго созыва отказалась рассматривать вопрос о ратификации СНВ-2.

## Расторжение договора
Процесс ратификации затянулся до 2000 года. Российский депутатский корпус не соглашался утвердить договор, официально ввиду отсутствия в бюджете средств на реализацию обязательства по замене разделяющихся головных частей российских ракет моноблочными боеголовками. На самом деле, позиция депутатов была связана с начавшимся к тому времени обострением российско-американских разногласий из-за вмешательства стран НАТО в Боснии и планов расширения НАТО на восток, в которых Москва усматривала угрозу для российских интересов. Правительство России в целом увязывало ратификацию договора СНВ-II с сохранением договора по ПРО, с чем было не согласно американское правительство.
13 декабря 2001 года, США объявили о своём одностороннем выходе из Договора по противоракетной обороне, подписанного Москвой и Вашингтоном в 1972 году. В ответ Россия вышла из СНВ-II. Он был заменён договором СНП, подписанным в мае 2002 года.